# Википедија на неварском језику
Википедија на неварском језику или Википедија на непалском језику је верзија Википедије на неварском језику, слободне енциклопедије, која данас има 72.507 чланака и заузима на листи Википедија 38. место.